# Xestia angara
Xestia angara är en fjärilsart som beskrevs av Hermann Hacker och Peks 1990. Xestia angara ingår i släktet Xestia och familjen nattflyn. Inga underarter finns listade i Catalogue of Life.